# Hyalochna allevata
Hyalochna allevata är en fjärilsart som beskrevs av Edward Meyrick 1918. Hyalochna allevata ingår i släktet Hyalochna och familjen fransmalar. Inga underarter finns listade i Catalogue of Life.